# Бидзиля, Антон
Антон Бидзиля (венг. Bidzilya Anton; род. 7 июня 2000, Ужгород) — венгерский футболист, полузащитник клуба МТК, выступающий на правах аренды за «Ракоци».

## Клубная карьера
В 2000 году в составе футзального клуба «Синай» из Мукачево занял третье место на Кубке Украины среди футболистов 1999 и 2000 годов рождения. В сезоне 2012/13 был признан лучшим игроком всеукраинских зональных соревнований по футболу «Кожаный мяч — Кубок Coca-Cola», где выступал в составе ужгородской школы № 19. Позднее, Бидзиля перебрался в Венгрию, где занимался в академиях футбольных клубов «Тарпа» (до 2014 года), «Дебрецен» (2014—2016) и МТК (2016—2018). Дебют за основной состав МТК для Антона Бидзили состоялся 3 июня 2018 года в матче второго дивизиона Венгрии против «Шиофока» (0:1). По итогам сезона команда заняла первое место во втором дивизионе и вышла в высший дивизион страны. В чемпионате Венгрии 18-летний футболист дебютировал 2 марта 2019 года в игре против «Уйпешта» (0:0).
Летом 2019 года был отдан в аренду в клуб «Бекешчаба 1912» из второго дивизиона, где выступал на протяжении следующих полутора года. В январе 2021 года перешёл на правах полугодичной аренды в «Ракоци».

## Карьера в сборной
В мае 2018 года был вызван главным тренером сборной Закарпатья Иштваном Шандором для участия в чемпионате мира ConIFA. Команда смогла дойти до финала, где в серии пенальти одолела Северный Кипр (0:0 основное время и 3:2 по пенальти).